# 华北落叶松
华北落叶松（学名：Larix principis-rupprechtii）为松科落叶松属的植物，是中国的特有植物。

## 形态
落叶乔木，高可达30米；条形扁平的叶子，中脉不隆起，长2～3厘米；矩圆状卵形球果长2～3厘米；下部的鳞苞露出，上部的不露出。

## 分布
分布于中国大陆的承德、小五台山、东灵山、关帝山、恒山、百花山、山西五台山、雾灵山、河北：围场、芦芽山、太行山、西灵山、管涔山等地，生长于海拔1,400米至2,800米的地区，一般生长在山坡落叶松林中、山谷边、混交林下、山坡、林区、阳坡或阴坡，目前尚未由人工引种栽培。

## 别名
落叶松（通用名），雾灵落叶松（东北木本植物图志）